# Tchao Pantin
Tchao Pantin é um filme de drama francês de 1983 dirigido e escrito por Claude Berri. Foi selecionado como represente da França à edição do Oscar 1984, organizada pela Academia de Artes e Ciências Cinematográficas.

## Elenco
- Coluche - Lambert
- Richard Anconina - Bensoussan
- Agnès Soral - Lola
- Philippe Léotard - Bauer
- Ahmed Ben Ismaël - Mahmoud

## Recepção crítica
Der Spiegel afirmou em 1985 que o filme tinha uma "história fraca" e puxada pelos cabelos. O ato de Coluche "com o mesmo olho de boi e com o gabinismo petrificado".